# Artur Müller
Artur Müller (Blumenau, 6 de maio de 1895 — Jaraguá do Sul, 27 de abril de 1957) foi um jornalista e político brasileiro.
Filho de Johann Jakob Müller e de Dorotéa de Almeida Müller. Casou com Adélia Doubrawa Müller.
Foi diretor do jornal "Correio do Povo", de Jaraguá do Sul.
Foi deputado à Assembleia Legislativa de Santa Catarina na 1ª legislatura (1947 — 1951).